# Rodney Stuckey
Rodney Norvell Stuckey (Seattle, 21 de abril de 1986) é um basquetebolista profissional norte-americano que atualmente joga pelo Indiana Pacers na National Basketball Association (NBA).

## Estatísticas na NBA

### Temporada regular
| Ano     | Equipe  | PJ  | PT  | MPP  | %TC  | %3P  | %TL  | RPP | APP | ROB | TPP | PPP  |
| ------- | ------- | --- | --- | ---- | ---- | ---- | ---- | --- | --- | --- | --- | ---- |
| 2007-08 | Detroit | 57  | 2   | 19.0 | .401 | .188 | .814 | 2.3 | 2.8 | .9  | .1  | 7.6  |
| 2008-09 | Detroit | 79  | 65  | 31.9 | .439 | .295 | .803 | 3.5 | 4.9 | 1.0 | .1  | 13.4 |
| 2009-10 | Detroit | 73  | 67  | 34.2 | .405 | .228 | .833 | 3.8 | 4.8 | 1.4 | .2  | 16.6 |
| 2010-11 | Detroit | 70  | 54  | 31.2 | .439 | .289 | .866 | 3.1 | 5.2 | 1.1 | .1  | 15.5 |
| 2011-12 | Detroit | 55  | 48  | 29.9 | .429 | .317 | .834 | 2.6 | 3.8 | .8  | .2  | 14.8 |
| 2012-13 | Detroit | 76  | 24  | 28.6 | .406 | .302 | .783 | 2.8 | 3.6 | .7  | .2  | 11.5 |
| 2013-14 | Detroit | 73  | 5   | 26.7 | .436 | .273 | .836 | 2.3 | 2.1 | .7  | .1  | 13.9 |
| 2014-15 | Indiana | 71  | 36  | 26.4 | .440 | .390 | .819 | 3.5 | 3.1 | .8  | .1  | 12.6 |
| 2015-16 | Indiana | 58  | 1   | 22.0 | .413 | .241 | .829 | 2.7 | 2.4 | .7  | .1  | 8.9  |
| Total   |         | 612 | 302 | 28.1 | .425 | .298 | .827 | 3.0 | 3.7 | .9  | .2  | 12.9 |

### Playoffs
| Ano   | Equipe  | PJ | PT | MPP  | %TC  | %3P  | %TL  | RPP | APP | ROB | TPP | PPP  |
| ----- | ------- | -- | -- | ---- | ---- | ---- | ---- | --- | --- | --- | --- | ---- |
| 2008  | Detroit | 17 | 2  | 22.4 | .371 | .286 | .879 | 1.9 | 3.4 | 1.1 | .1  | 8.2  |
| 2009  | Detroit | 4  | 4  | 32.0 | .393 | .000 | .857 | 2.3 | 5.3 | .0  | .0  | 15.0 |
| 2016  | Indiana | 7  | 0  | 17.9 | .395 | .500 | .556 | 2.1 | 2.0 | .6  | .1  | 6.3  |
| Total |         | 28 | 6  | 22.6 | .382 | .280 | .840 | 2.0 | 3.3 | .8  | .1  | 8.7  |